# Pillars of Eternity
Pillars of Eternity är ett datorrollspel utvecklat av Obsidian Entertainment och utgivet av Paradox Interactive. Det gavs ut till Microsoft Windows, OS X och Linux den 26 mars 2015. Spelet är en andlig uppföljare till den kritikerrosade spelserien Baldur's Gate och Icewind Dale, ihop med spelet Planescape: Torment, som baserades på Infinity Engine utvecklat av BioWare. Det är anmärkningsvärt för sin folkfinansieringkampanj, där det tjänade in 4 163 208 dollar, som vid tidpunkten blev det högst finansierade datorspelet på Kickstarter. Spelet använder sig av spelmotorn Unity.
Spelet utspelar sig i fantasivärlden Eora, mestadels i nationen Dyrwood. Under början av spelet kommer spelarfiguren uppleva ett maktuppvaknande på grund av en katastrofal övernaturlig händelse. Senare upptäcker spelaren att denne är en "Watcher", en person som kan se själar och tidigare liv. Spelaren reser sedan ut för att ta reda på vad som orsakade dennes uppvaknande.
Pillars of Eternity fick positiv kritik, där många spelkritiker berömde spelets värld och uppslukande berättelse, ihop med dess strategiska strider och att det är en värdig uppföljare till de spel som spelet inspirerades av. The Escapist skrev att det är det bästa isometriska rollspelet som kommit ut "på åratal".
En uppföljare till spelet, Pillars of Eternity II: Deadfire, släpptes till Microsoft Windows, OS X och Linux den 8 maj 2018 och till Playstation 4 och Xbox One den 28 januari 2020. Ett actionrollspel i samma universum kallat Avowed offentliggjordes 2020 och kommer att släppas 2025.